# Ácido docosa-hexaenoico
O ácido docosa-hexaenóico (DHA) é um ácido essencialmente graxo do tipo omega-3. Quimicamente, é um ácido carboxílico. DHA é uma abreviatura em inglês que significa Ácido-Docosa-Hexaenóico (Docosa-hexaenoic-acid). É um ácido graxo vital para o desenvolvimento e manutenção da saúde. Se encontra no óleos dos peixes, ainda que também se comercialize o óleo de algas unicelulares como a Crypthecodinium cohnii. Cientistas da Universidade da Califórnia têm pesquisado que o consumo deste ácido detém a deterioração que causa o Alzheimer.

## Onde encontrá-lo
É possível metabolizar DHA através da conversão no organismo do ácido alfa-linolênico (ALA), outro Ácido graxo ômega 3, mas o grau de conversão é reduzido, o que torna difícil obter através da conversão do ALA a quantidade recomendada de 220 mg diários de DHA.
Podemos encontrá-lo em peixes de água fria (como o salmão, o arenque ou a anchova) e, segundo estudos recentes por médicos e cientistas de Europa, em um atum de qualidade especial, no óleo de fígado de bacalhau e em algumas algas microscópicas. Estas últimas são a fonte de DHA dos peixes, e uma opção dietética para vegetarianos e vegans.
Diversos estudos têm sido realizados para analisar as propriedades dos omega-3 e em especial do DHA, na Europa se obtém o DHA mais puro que existe no mercado: 70% na forma de triglicerídeos com boa absorção e biodisponibilidade. O DHA no mercado se encontra de 50, 60 e 70% na forma de etil ou metil ésteres, o DHA europeu está na forma de triglicérides. Os triglicérides de DHA são os que melhor são absorvidos e têm mais implicações fisiológicas e metabólicas.
Quando se compra um DHA de baixa concentração, por exemplo um DHA de pescado, está se comprando um azeite com um conteúdo de DHA dentre 15 a 20%. Algumas pessoas creem que tomar estes DHA com concentrações de 15 a 20% em uma maior dose ao dia irá igualar à porcentagem do DHA de 70% que mencionamos; entretanto numerosos estudos no Japão têm demonstrado como os efeitos metabólicos de um DHA a 70% são superiores a um de baixa concentração.
Ao mesmo tempo que cresce a sensibilização em matéria de alimentação e saúde, aumenta na Europa a aceitação do pescado como opção alimentar saudável. O pescado constitui uma fonte importante de proteínas de alta qualidade, minerais e vitaminas. Além disso, o pescado azul é rico em ácidos graxos poliinsaturados (AGPI) omega-3, cujas propriedades para a saúde são um fato reconhecido. Recentemente, a confiança do público tem sido abalada por um informe que destacava os riscos associados a uma exposição a contaminantes ambientais como o mercúrio e as dioxinas, que como se sabe, acumulam no pescado. Entretanto, tanto os dados disponíveis como a interpretação das autoridades competentes indicam que os níveis de contaminantes que se encontram no pescado azul e no atum do qual se extrai o Alfa DHA, estão muito abaixo do limite considerado perigoso, o que o faz único e característico.